# Ophiactis spinulifera
Ophiactis spinulifera är en ormstjärneart som beskrevs av Hubert Lyman Clark 1939. Ophiactis spinulifera ingår i släktet Ophiactis och familjen bandormstjärnor. Inga underarter finns listade i Catalogue of Life.